# 黄布镇
黄布镇是中国广东省河源市龙川县下辖的一个镇，位于龙川县的南部。全镇总面积56.12平方公里，总人口约3万人，流动人口约1.3万人。“黄布”一名得名于境内的金鱼河，雨季时河水呈黄色，象长长一块布，故名黄布。

## 行政区划
黄布镇下辖6个村：宦境村、大广村、松洋村、金鱼村、新布村、欧江村，和1个社区。